# Émile Guillaumin

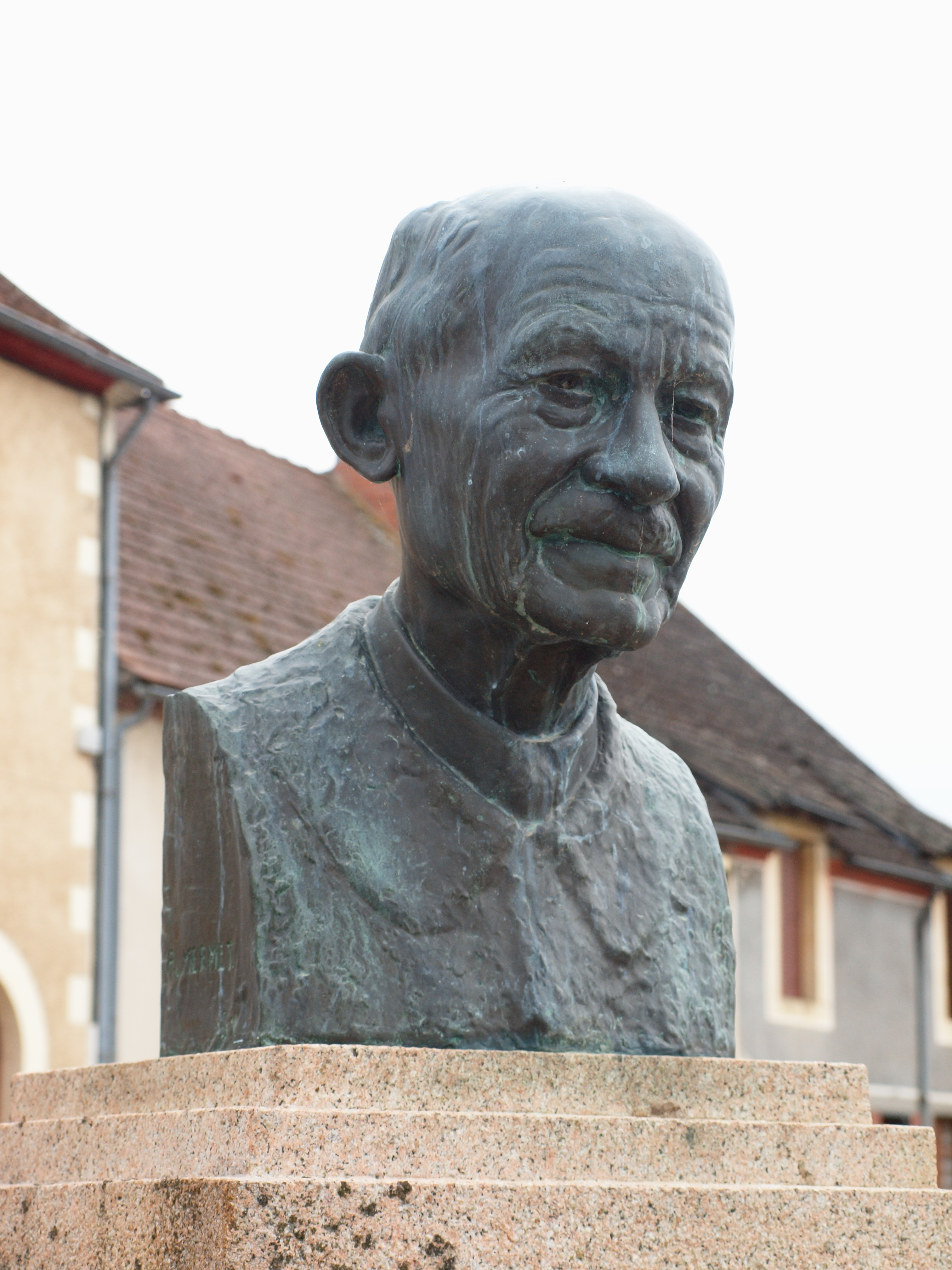
Émile Guillaumin (Büste in Ygrande)

Émile Guillaumin (* 10. November 1873 in Ygrande; † 27. September 1951 ebenda) war ein französischer Schriftsteller und Gewerkschafter.

## Leben und Werk
Émile Guillaumin wuchs als Kind von Pächtern eines Bauernhofs auf. Er besuchte 5 Jahre lang die Grundschule, wurde wegen seiner Leistungen für weiterführende Schulen in Moulins vorgeschlagen, scheute sich aber, seine Eltern finanziell zu belasten und blieb bei ihnen zum Schafehüten, Schweinehüten und für die Feldarbeit. Er las die Tageszeitung und entdeckte in Pierre Lotis Roman Pêcheurs d’Islande (1886) die Schönheit der Literatur. Mit 20 Jahren veröffentlichte er sein erstes Gedicht. In der Zeit des Militärdienstes las er sich durch die Bibliothek der Unteroffiziere und schrieb Dorfgeschichten. Sein Werk Tableaux champêtres (Bilder vom Lande) von 1901 erhielt 1902 den Prix Montyon der Académie française. Sein Roman La vie d’un simple (Das Leben eines einfachen Menschen) von 1904 verfehlte nur knapp den Prix Goncourt und wurde von der Académie française wieder mit dem Prix Montyon ausgezeichnet. Die Anregung dazu kam ihm bei der Lektüre des Bauernromans Jacquou le Croquant von Eugène Le Roy.
Dank der Einnahmen aus seinen Büchern konnte er 1905 heiraten, ein Grundstück erwerben, darauf ein Haus bauen und für den Rest seines Lebens als freier Landwirt existieren. Von 1905 bis 1911 engagierte er sich in der von Michel Bernard (1873–1957) gegründeten Gewerkschaft der Pachtbauern und redigierte die Gewerkschaftszeitung Le Travailleur rural (Der Landarbeiter). Gleichzeitig schrieb er 6 Romane, den letzten davon als Fazit seiner Gewerkschaftsarbeit. Ein Roman von 1909 erschien 1916 in Deutschland unter dem Titel Ein Kampf um die Scholle. Nach dem Weltkrieg, den er in den Schützengräben verbrachte, konnte er von seiner Landwirtschaft nicht mehr leben und wurde Journalist mit dem Schwerpunkt Landwirtschaft bei verschiedenen Zeitungen, unter anderem bei Le Peuple (1921–1939). 1942 wurde ihm der Prix Sully-Olivier de Serres verliehen und 1949 der Prix Sivet der Académie française. Als er 1951 im Alter von 77 Jahren starb, hinterließ er das Bild eines Weisen.
In Guillaumins Elternhaus wurde ein Museum eingerichtet. In Ygrande steht eine Stele mit seiner Büste. Seit 1974 wird unter seinem Namen ein Buchpreis vergeben.

## Werke (Auswahl)
- Dialogues bourbonnais. Crépin-Leblond, Moulins 1899.
- Tableaux champêtres. Crépin-Leblond, Moulins 1901. Slatkine, Genf 1980.
- Ma cueillette. Crépin-Leblond, Moulins 1903. (Gedichte)
- La vie d’un simple. Mémoires d’un métayer. Stock, Paris 1904. (zahlreiche Auflagen) La République des lettres, Paris 2022.
- Près du sol. C. Lévy, Paris 1905. 1979.
- Albert Manceau, adjudant. E. Fasquelle, Paris 1906.
- Rose et sa «Parisienne». C. Lévy, Paris 1908.
- La peine aux chaumières. Nevers 1909. Bassac 1976.
  - (deutsch) Ein Kampf um die Scholle. Aus dem nordfranzösischen Bauernleben. Diederichs, Jena 1916. (übersetzt von Jean Paul von Ardeschah)
- Baptiste et sa femme, roman. E. Fasquelle, Paris 1911.
- Au pays des ch’tits gas... (dialogues bourbonnais). Les Cahiers du Centre, Nevers 1912.
- Le Syndicat de Baugignoux, roman. E. Fasquelle, Paris 1912.
- A tous vents, sur la glèbe. Valois, Paris 1931.
- Panorama de l’évolution paysanne 1875–1935. Émancipation paysanne, Paris 1936.
- François Péron, enfant du peuple. Un grand voyage, une œuvre, une vie. Crépin-Leblond, Moulins 1937.
- Mon compatriote, Charles-Louis Philippe. B. Grasset, Paris 1942.
- Sur l’appui du manche. Pensées au jour le jour. Crépin-Leblond, Moulins 1948.
- Six ans de lutte syndicale. (1906–1911). Moulins 1977.